# Morcourt, Somme
Morcourt är en kommun i departementet Somme i regionen Hauts-de-France i norra Frankrike. Kommunen ligger i kantonen Bray-sur-Somme som tillhör arrondissementet Péronne. År 2022 hade Morcourt 330 invånare.

## Befolkningsutveckling
Antalet invånare i kommunen Morcourt
| Referens: INSEE |